# Lijst van voetbalinterlands Bulgarije - Verenigde Staten (vrouwen)
Deze lijst van voetbalinterlands is een overzicht van alle officiële voetbalinterlands tussen de nationale vrouwenteams van Bulgarije en de Verenigde Staten. De landen hebben tot nu toe één keer tegen elkaar gespeeld.

## Wedstrijden
| № | Plaats | Datum        | Competitie            | Wedstrijd                    | Uitslag |
| - | ------ | ------------ | --------------------- | ---------------------------- | ------- |
| 1 | Varna  | 2 april 1991 | Grand Hotel Varna Cup | Bulgarije − Verenigde Staten | 0 − 3   |

## Samenvatting
| Competitie            | Totaal gespeeld | Winst Bulgarije | Gelijk | Winst Verenigde Staten | Doelsaldo Bulgarije – Verenigde Staten |
| --------------------- | --------------- | --------------- | ------ | ---------------------- | -------------------------------------- |
| Grand Hotel Varna Cup | 1               | 0               | 0      | 1                      | 0 − 3                                  |
| Totaal                | 1               | 0               | 0      | 1                      | 0 − 3                                  |

BFS · A-internationals · Bulgaars mannenelftal
1987 – 1999 · 2000 – 2009 · 2010 – 2019 · 2020 – 2029
Albanië ·
Armenië ·
Azerbeidzjan ·
België ·
Bosnië en Herzegovina ·
Cyprus ·
Denemarken ·
Duitsland ·
Estland ·
Finland ·
Frankrijk ·
Georgië ·
Griekenland ·
Hongarije ·
Hongkong ·
IJsland ·
Israël ·
Joegoslavië ·
Kazachstan ·
Kosovo ·
Kroatië ·
Letland ·
Litouwen ·
Luxemburg ·
Malta ·
Moldavië ·
Noord-Ierland ·
Noord-Korea ·
Noord-Macedonië ·
Noorwegen ·
Oekraïne ·
Oostenrijk ·
Polen ·
Portugal ·
Roemenië ·
Rusland ·
Schotland ·
Servië ·
Slovenië ·
Spanje ·
Tsjecho-Slowakije ·
Turkije ·
Verenigde Staten ·
Wales